# Xeer
Le xeer est une manière somalienne de rendre la justice.

## Formes et méthodes
Le xeer est compris et pratiqué de diverses manières au sein des sociétés somaliennes. Par exemple, la piraterie somalienne est à certains égards une manière de pratiquer le xeer, et il est aussi utilisé dans les camps de réfugiés en Somalie. Généralement, il consiste en des formes de médiation, de négociation et d'arbitrage.
La pratique du xeer a beaucoup augmenté pendant la pandémie de la Covid-19.

## Débats
Pour Ali Moussa Iyé, auteur d'un livre sur le sujet, il s'agit d'une alternative désirable dans le cadre de la décolonisation des sociétés somaliennes. Pour Günther Schlee, le xeer est trop souvent idéalisé et n'est pas désirable pour les gens somaliens, qui préfèreraient plutôt vivre dans un système de justice étatique.